# Арнольд, Эмануэль
Эмануэль Арнольд (чеш. Emanuel Arnold; 9 ноября 1800, Мнихово-Градиште, Австрийская империя (ныне в районе Млада-Болеслав Среднечешского края Чехии) — 4 января 1869, Прага) — чешский политический деятель, радикально-демократический журналист, публицист, писатель.

## Биография
До 1842 работал чиновником в Турнове, занимался сельским хозяйством в арендованном имении. Затем переехал в Прагу.
Отличался свободомыслием в политическом и религиозном направлениях. За опубликованную им листовку, направленную против возвращения иезуитов в Австрию «Držená řeč od jenerála jezuitů v tajném sněmu v Římě», был выслан из Праги. Написанные им листовки и брошюры, широко распространились по всей стране.
В 1848 вернулся в Прагу. Принимал деятельное участие в революции 1848—1849 годов в Австрийской империи. В 1849 участвовал в  Майском заговоре с целью восстания против Австрии, но заговор был раскрыт и в мае 1849 Э. Арнольди вынужден был бежать в Лейпциг.
За активное участие в революционном движении был экстрадирован из Саксонии на родину. Военным судом приговорëн к смертной казни, но затем казнь ему была заменена двадцатилетним заключением.
В 1857 году Э. Арнольд был амнистирован и освобождëн манифестом императора Франца Иосифа I. Ему разрешили вернуться в Прагу, где он жил до конца своей жизни в 1869.

## Творчество
Написал «Deje Husituv», то есть «Историю гуситов» — сочинение более современного политического, чем исторического характера. В том же духе он редактировал периодическое издание «Obcanské noviny». После этого он издал книгу «Kràtké vylícení hospodárství sestihoného strídavého a porovnání s 4 honym nestrídavym».

## Источник
- Арнольд Эммануил // Энциклопедический словарь Брокгауза и Ефрона : в 86 т. (82 т. и 4 доп.). — СПб., 1890—1907.